# Флаг Кентукки
Флаг Кенту́кки (англ. Flag of Kentucky) — один из символов американского штата Кентукки.
Флаг был создан учителем искусств Джесси Коксом Бёрджессом из Франкфорта (Кентукки). 26 марта 1918 г. был принят Генеральной ассамблеей Кентукки.
Флаг штата Кентукки представляет собой прямоугольное полотнище тёмно-синего цвета с изображением печати штата. Вокруг печати по окружности: вверху — надпись Commonwealth of Kentucky (с англ. — «Содружество Кентукки»), внизу — две ветки золотарника (официальный цветок штата).
В 2001 году Североамериканская вексиллологическая ассоциация опросила своих членов по поводу дизайна 72 флагов канадских провинций, штатов и территорий США; Флаг Кентукки занял 66-е место.
На печати изображены два дружески обнимающихся человека. Популярная легенда утверждает, что человек, одетый в оленью кожу (слева) — Даниэль Бун, внёсший большой вклад в исследование штата Кентукки, а человек в костюме (справа) — Генри Клей, самый известный государственный деятель штата Кентукки. По официальной версии мужчины символизируют не конкретных людей, а всех первопроходцев и государственных деятелей. Вокруг них надпись, представляющая собой девиз штата United We Stand, Divided We Fall (с англ. — «Объединившись, мы выстоим, разделившись — падём»). Девиз взят из лирической «Песни Свободы» — патриотической песни Американской революции.